# 3061 Cook
För andra betydelser, se Cook (olika betydelser).
3061 Cook eller 1982 UB1 är en asteroid i huvudbältet som upptäcktes den 21 oktober 1982 av den amerikanske astronomen Edward L.G. Bowell vid Anderson Mesa Station. Den är uppkallad efter den brittiske upptäcktsresanden James Cook.
Asteroiden har en diameter på ungefär 22 kilometer och den tillhör asteroidgruppen Themis.